# 시티 헌터 (영화)
《시티 헌터》(중국어: 城市獵人, 영어: City hunter)는 1993년 개봉된 홍콩 영화이다. 호죠 츠카사의 동명의 원작만화 시티 헌터를 영화화했다.

## 개요
호죠 츠카사의 원작만화 시티 헌터를 성룡 주연에 홍콩을 배경으로 영화화한 작품. 성룡의 팬이 성룡이 사에바 료(시티 헌터의 주인공)를 닮았다고 한것을 계기로 영화가 제작되었다.
원작과 비교하면 홍콩 액션영화 또는 성룡 영화로 대담하게 각색하였다.

## 비고
작중에서 당시 유행하던 스트리트 파이터 2의 캐릭터로 분장해서 (성룡은 혼다, 춘리로 분함) 싸우는 코미디성이 짙은 장면이 있다.
만화 《은혼》에서는 "《시티 헌터》에 관해선 건드리지 말 것" 이라고 언급하는 장면이 있다.

## 출연
- 성룡 - 맹파
- 왕조현 - 혜향
- 구숙정 - 라지
- 여명 - 고닥

## SBS 성우진 (2000년 12월 8일)
- 홍시호 - 맹파(성룡)
- 최덕희 - 혜향(왕조현)
- 임은정 - 시즈코(고토 쿠미코)
- 장승길 - 맥도날드(리처드 노턴)
- 김순영 - 라지(구숙정)
- 안지환 - 고닥(여명) / 중천(왕민덕) / 맥도날드의 부하(게리 다니엘스)
- 이근욱 - 시즈코의 아버지(오기와라 켄조) / 부선장(루이스 로스)
- 김영민 - 혜향의 오빠(단립문) / 맥도날드의 부하(노혜광)
- 성창수 - 맹파의 동료(갈민휘) / 맥도날드의 부하(강부강)
- 윤복성 - 맹파의 동료(임해봉) / 빈센트(빈센트 라포트)